# The Yellow Knight of Oz
The Yellow Knight of Oz, publicado em 1930, é o vigésimo-quarto livro sobre a terra de Oz, série de livros criada por L. Frank Baum, e o décimo livro escrito por Ruth Plumly Thompson. Foi ilustrado por John R. Neill.